# سیمیو
سیمیو (انگلیسی: Simyo) شرکت مخابرات هلندی است، که در سال ۲۰۰۵ تأسیس شد.